# World Cyber Games

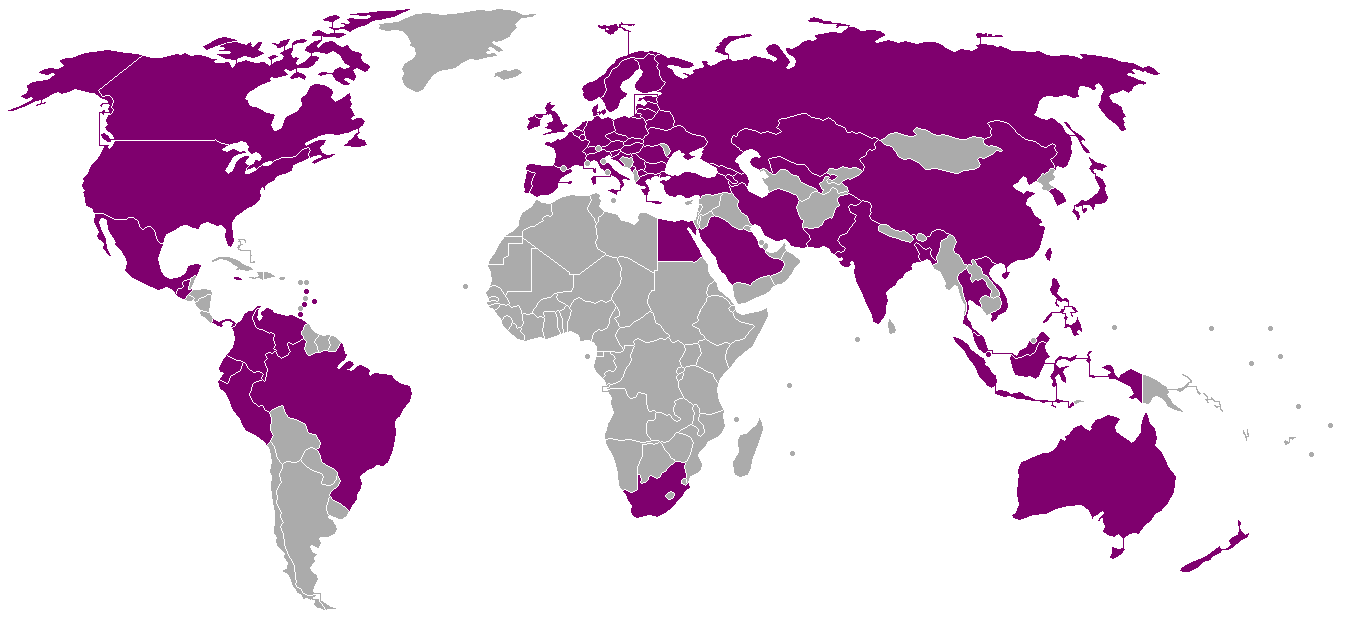
Bản đồ các quốc gia tham dự WCG (tô màu đỏ)

World Cyber Games (WCG) là một sự kiện thể thao điện tử mang tầm quốc tế điều hành bởi công ty World Cyber Games Inc - Hàn Quốc., tài trợ bởi Samsung và Microsoft(từ năm 2006). Khẩu hiệu chính thức của WCG là "Beyond the Game" ("Cao hơn trận đấu"), đây cũng là tên của một bộ phim tài liệu nói về thể thao điện tử. World Cyber Games được thành lập năm 2000 và ngày hội đầu tiên được tổ chức vào năm 2001. Các lễ hội nằm dưới sự ảnh hưởng của Thế vận hội với sự xuất hiện của các làng vận động viên; và từ năm 2004, mỗi năm lễ hội sẽ được tổ chức tại một thành phố khác nhau.
WCG là lễ hội trò chơi điện tử lớn nhất trong năm. Luôn có hơn một triệu lượt khách đến với lễ hội mỗi năm. WCG quy tụ các game thủ từ khắp nơi trên thế giới để cùng nhau xây dựng và trải nghiệm môi trường trò chơi điện tử. Mỗi quốc gia tham dự sẽ tổ chức các vòng thi đấu dự bị để chọn ra các game thủ tốt nhất của mình tham gia sự kiện này.
Năm 2007, hơn 700 vận động viên từ hơn 70 quốc gia đã tham dự WCG tại Seattle, Hoa Kỳ.
Tháng 3 năm 2009, WCG ra mắt show truyền hình thực tế đầu tiên của mình - WCG Ultimate Gamer. Mùa thứ hai của WCG Ultimate Gamer được tổ chức từ tháng 8 đến tháng 10 năm 2010.
Trong những lần tổ chức của WCG từ 2001 - 2009, đoàn Hàn Quốc đã chiến thắng năm lần, đoàn Mỹ hai lần, đoàn Đức một lần và đoàn Hà Lan một lần.

## Vài nét về WCG
World Cyber Games là một sự kiện quốc tế được tổ chức hàng năm từ năm 2000. WCG là một cuộc đấu toàn cầu với môn thể thao là e-sports. Nó được biết đến là olympics quốc tế phát triển nhanh với gần một triệu người chơi đối đầu với nhau để giành được chức vô địch thế giới. WCG là sự kiện trò chơi điện tử lớn nhất và trở thành khu thể thao lớn nhất trên thế giới.
WCG cũng được coi là một cuộc hội thảo về công nghiệp trò chơi điện tử, nơi lôi kéo những công ty hàng đầu về lĩnh vực trò chơi điện tử và những chuyên gia công nghệ trở thành những người diễn thuyết và tham gia vào việc chia sẻ những ý kiến về hiện tại và tương lai của e-sports và những tác động mang tính văn hoá của nó đến xã hội.
World Cyber Games cũng là nơi để các game thủ trên thế giới tranh tài để tìm ra những người xuất sắc nhất. Bên cạnh đó, sự kiện này còn là nơi nuôi dưỡng tình bạn bè giữa các game thủ đến từ khắp nơi trên thế giới. Nó đã trở thành nơi các game thủ quy tụ lại vì niềm đam mê chung - e-Sports.
Tháng 2 năm 2014, chủ tịch WCG tuyên bố đóng cửa WCG, chấm dứt hoạt động của sự kiện thể thao điện tử nổi tiếng này.

## Lịch sử các vòng chung kết của WCG
| Sự kiện       | Thời gian                 | Tổng số tiền thưởng (USD) | Nơi tổ chức                                           | Số người tham dự | Quốc gia | Trò chơi thi đấu |
| ------------- | ------------------------- | ------------------------- | ----------------------------------------------------- | ---------------- | -------- | --- |
| WCG Challenge | 7/10/2000 đến 15/10/2000  | $200,000                  | Everland, Yongin, Hàn Quốc                            | 174              | 17       | - Age of Empires II - FIFA 2000 - Quake III Arena - StarCraft: Brood War - Unreal Tournament |
| WCG 2001      | 5/12/2001 đến 9/12/2001   | $300,000                  | Trung tâm hội nghị và triển lãm COEX, Seoul, Hàn Quốc | 430              | 37       | - Age of Empires II - Counter-Strike - FIFA 2001 - Quake III Arena - StarCraft: Brood War - Unreal Tournament |
| WCG 2002      | 28/10/2002 đến 3/11/2002  | $300,000                  | Expo Park, Daejeon, Hàn Quốc                          | 462              | 45       | - 2002 FIFA World Cup - Age of Empires II - Counter-Strike - Quake III Arena - StarCraft: Brood War - Unreal Tournament |
| WCG 2003      | 12/10/2003 đến 18/10/2003 | $350,000                  | Olympic Park, Seoul, Hàn Quốc                         | 562              | 55       | - Age of Mythology - Counter-Strike - FIFA 2003 - Halo - StarCraft: Brood War - Unreal Tournament 2003 - Warcraft III |
| WCG 2004      | 6/10/2004 đến 10/10/2004  | $400,000                  | San Francisco, California, Hoa Kỳ                     | 642              | 63       | - Counter-Strike: Condition Zero - FIFA Football 2004 - Halo - Need for Speed: Underground - Project Gotham Racing 2 - StarCraft: Brood War - Unreal Tournament 2004 - Warcraft III: The Frozen Throne |
| WCG 2005      | 16/11/2005 đến 20/11/2005 | $435,000                  | Suntec City, Singapore                                | 679              | 67       | - Counter-Strike: Source - Dead or Alive Ultimate - FIFA Football 2005 - Halo 2 - Need for Speed: Underground 2 - StarCraft: Brood War - Warcraft III: The Frozen Throne - Warhammer 40,000: Dawn of War |
| WCG 2006      | 18/10/2006 đến 22/10/2006 | $462,000                  | Monza, Ý                                              | 700              | 70       | - Counter-Strike 1.6 - Dead or Alive 4 - FIFA 06 - Need for Speed: Most Wanted - Project Gotham Racing 3 - Quake 4 - StarCraft: Brood War - Warcraft III: The Frozen Throne - Warhammer 40,000: Winter Assault |
| WCG 2007      | 3/10/2007 đến 7/10/2007   | $448,000                  | Seattle, Washington, Hoa Kỳ                           | 700              | 75       | - Age of Empires III: The Warchiefs (1v1) – (PC) - Carom3D (1v1) – (PC) - Command & Conquer 3: Tiberium Wars (1v1) – (PC) - Counter-Strike 1.6 (5v5) – (PC) - Dead or Alive 4 (1v1) – (Xbox 360) - FIFA 07 (1v1) – (PC) - Gears of War (4v4) – (Xbox 360) - Need for Speed: Carbon (1v1) – (PC) - Project Gotham Racing 3 (1v1) – (Xbox 360) - StarCraft: Brood War (1v1) – (PC) - Tony Hawk's Project 8 (1v1) – (Xbox 360) - Warcraft III: The Frozen Throne (1v1) – (PC)                                               |
| WCG 2008      | 5/11/2008 đến 9/11/2008   | $470,000                  | Köln, Đức                                             | 800              | 78       | - Age of Empires III: The Asian Dynasties (1v1) – (PC) - Asphalt 4 (1v1) – (Mobile) - Carom3D (1v1) – (PC) - Command & Conquer 3: Kane's Wrath (1v1) –(PC) - Counter-Strike 1.6 (5v5) – (PC) - FIFA 08 (1v1) – (PC) - Guitar Hero 3 (1v1) – (Xbox 360) - Halo 3 (4v4) – (Xbox 360) - Need for Speed: ProStreet (1v1) –(PC) - Project Gotham Racing 4(1v1) – (Xbox 360) - Red Stone (2v2) – (PC) - StarCraft: Brood War (1v1) – (PC) - Warcraft III: The Frozen Throne (1v1) – (PC) - Virtua Fighter 5 (1v1) – (Xbox 360) |
| WCG 2009      | 11/11/2009 đến 15/11/2009 | $500,000                  | Thành Đô, Tứ Xuyên, Trung Quốc                        | 600              | 65       | - Asphalt 4 (1v1) – (Mobile) - Carom3D (1v1) – (PC) - Counter-Strike 1.6 (5v5) – (PC) - Dungeon & Fighter – (PC) (Promo Game) - FIFA 09 (1v1) – (PC) - Guitar Hero: World Tour (1v1) – (Xbox 360) - Red Stone (4v4) – (PC) - StarCraft: Brood War (1v1) – (PC) - TrackMania Nations Forever (1v1) – (PC) - Virtua Fighter 5 (1v1) – (Xbox 360) - Warcraft III: The Frozen Throne (1v1) – (PC) - Wise Star 2 (1v1) – (Mobile)                                                                                             |
| WCG 2010      | 30/9/2010 đến 3/10/2010   | $250,000                  | Los Angeles, California, Hoa Kỳ                       | 450              | 58       | - Lost Saga - StarCraft: Brood War - Tekken 6 - TrackMania Nations Forever - Warcraft III: The Frozen Throne - Asphalt 5 |
| WCG 2011      | 8/12/2011 đến 11/12/2011  | $303,000                  | Busan, Hàn Quốc                                       | 600              | 60       | - CrossFire (by Smile Gate) - FIFA 11 - League of Legends - Special Force (by Dragonfly) (Soldier Front in USA) - StarCraft II: Wings of Liberty - Tekken 6 - Warcraft III: The Frozen Throne - World of Warcraft: Cataclysm |
| WCG 2012      | 29/11/2012 đến 2/12/2012  | $258,000                  | Côn Sơn, Tô Châu, Trung Quốc                          | 500              | 40       | - CrossFire - Dota 2 - StarCraft II: Wings of Liberty - Warcraft III: The Frozen Throne - FIFA 12 - Counter-Strike Online - Defense of the Ancients - QQ Speed - World of Tanks |
| WCG 2013      | 28/11/2013 đến 1/12/2013  | $306,000                  | Côn Sơn, Tô Châu, Trung Quốc                          |                  |          | - CrossFire - Super Street Fighter IV: Arcade Edition Ver. 2012 - League of Legends - StarCraft II: Heart of the Swarm - Warcraft III: The Frozen Throne - FIFA 14 - Assault Fire - QQ Speed - World of Tanks |
| Sự kiện       | Thời gian                 | Tổng số tiền thưởng (USD) | Nơi tổ chức                                           | Số người tham dự | Quốc gia | Các trò chơi thi đấu |